# Forest Home Cemetery
Der Forest Home Cemetery (dt.: Waldheimfriedhof) im heute südlichen Teil von Milwaukee ist der seit 1847 bestehende lokale Friedhof, auf dem sich die Ehrengräber bekannter Persönlichkeiten der Stadt befinden. Insgesamt befinden sich Gräber für mehr als 110.000 Personen auf dem Friedhof. Betrieben wird der Friedhof als öffentliche Non-Profit-Organisation, deren Gewinne in die Erhaltung der Landschaft, seiner Gebäude, Monumente und Denkmäler fließen. Mehr als dreihundert Baumarten wachsen auf dem Gelände.
Der Friedhof mit der darin liegenden neugotische Landmark-Kapelle wurden 1973 zu einem Wahrzeichen Milwaukees erklärt und am 3. November 1980 in das National Register of Historic Places aufgenommen. Später wurden auf dem Friedhof zwei Mausoleen errichtet, die sogenannten Halls of History und die Chapel Gardens. Das Newhall House Monument ist ein Grabdenkmal, in dem 64 Opfer des Brandes im Newhall House beerdigt sind. Bei dem Feuer waren 1883 71 Personen umgekommen, 43 davon konnten nicht identifiziert werden.

## Geschichte
Der Friedhof wurde durch Mitglieder der St. Paul’s Episcopal Church auf der späteren Südseite Milwaukees gegründet. Als das Gelände ausgesucht wurde, lag es rund drei Kilometer außerhalb der Stadtgrenze an der neu erbauten Janesville Plank Road (heute Forest Home Avenue) in einem Gebiet, von dem man damals annahm, es sei weit genug von der städtischen Bebauung entfernt, um seinen ländlichen Charakter zu bewahren. 1850 wurden 72 Acre (rund 28 Hektar) angekauft, bis zum Beginn des 20. Jahrhunderts war die Fläche auf fast 200 Acre (80 Hektar) angewachsen. Der Name der ersten hier am 5. August 1850 begrabenen Person war Orville Cadwell; er bekam jedoch schon bald reichlich Gesellschaft, da in der Stadt die Cholera ausbrach.
Der Friedhof liegt in einem Gebiet, in dem es Grabhügel von Paläo-Indianern gab und das die Siedler als Indian Fields bezeichneten. Es umfasste mehr als sechzig solche Erdanhäufungen, die von dem Wissenschaftspionier Increase Lapham katalogisiert wurden, einschließlich eines seltenen Intaglio für eine Raubkatze. Von diesen Grabhügeln ist keiner mehr erhalten. Ein indianisches Dorf lag in der Nähe der Ecke, die heute an der Lincoln Avenue liegt. Vermutlich hatten die Ureinwohner die Örtlichkeit gewählt, weil sie nahe am Kinnickinnic River gelegen war.
Der Bau der Landmark Chapel begann 1890 und wurde zwei Jahre später abgeschlossen. Sie wurde durch die Architekten George Ferry und Alfred Clas geplant und mit Sandstein gebaut, der in der Nähe der Apostle Islands im Oberen See gebrochen wurde. Ein angebauter bleiverglaster Wintergarten beherbergt Jahrzehntealte Sammlungen tropischer Gewächse.
Die beiden Mausoleen wurden in neuerer Zeit erbaut. Die Halls of History ist auch ein Besucherzentrum, das mit dem Kolumbarium und den Krypten eine Ausstellung dauernder und wechselnder Exponate zeigt, die den Besuchern die Geschichte Milwaukees und über hundert ihrer früheren Bürger näherbringt.

## Gräber bekannter Persönlichkeiten
Auf dem Friedhof sind unter anderen 28 Bürgermeister Milwaukees, sieben Gouverneure von Wisconsin und andere Persönlichkeiten begraben.
- Mathilde Franziska Anneke (1817–1884), Schriftstellerin und Journalistin
- Gerhard A. Bading (1870–1946), Milwaukeer Bürgermeister und US-Gesandter in Ecuador
- Sherburn M. Becker (1877–1949), Milwaukeer Bürgermeister
- Victor L. Berger (1860–1929), Politiker und Gründungsmitglied der Sozialistischen Partei Amerikas
- Jacob Best (1786–1861), Bierbrauer und Gründer der Pabst Brewing Company
- Valentin Blatz (1826–1894), Banker, Bierbrauer und Gründer der Valentin Blatz Brewing Company
- Sherman Booth (1812–1904), Zeitungsherausgeber, Abolitionist und Politiker
- Lynde Bradley (1878–1942), Mitgründer des Unternehmens Allen-Bradley
- James S. Brown (1824–1878), Politiker und Bundesanwalt von Wisconsin
- Horace Chase (1810–1886), Politiker und Milwaukeer Bürgermeister
- Hans Crocker (1815–1889), Jurist, Politiker und Herausgeber der ersten Zeitung Milwaukees
- Lysander Cutler (1807–1866), Politiker, Geschäftsmann und General der Unionsarmee
- William A. Davidson (1870–1937), Mitgründer des Unternehmens Harley-Davidson
- Susan Stuart Frackelton (1848–1932), Kunstmalerin und Keramikkünstlerin
- Gus Hall (1910–2000), US-amerikanischer Politiker der CPUSA
- Byron Kilbourn (1801–1870), Vermesser, Eisenbahnbeauftragter und Mitgründer von Milwaukee
- Charles King (1844–1933), General und Autor
- Abner Kirby (1818–1893), Geschäftsmann und Bürgermeister der Stadt
- August Krug (1815–1856), ursprünglicher Gründer der späteren Joseph Schlitz Brewing Company
- Increase Lapham (1811–1875), Autor und Wissenschaftler
- William Pitt Lynde (1817–1885), Jurist und Politiker
- Harrison Ludington (1812–1891), Milwaukeer Bürgermeister und Gouverneur von Wisconsin
- Alfred Lunt (1892–1977) und Lynn Fontanne (1887–1983), Schauspielerehepaar
- Francis E. McGovern (1866–1946), Politiker und Gouverneur von Wisconsin
- Andrew G. Miller (1801–1874), Richter am Wisconsin Supreme Court

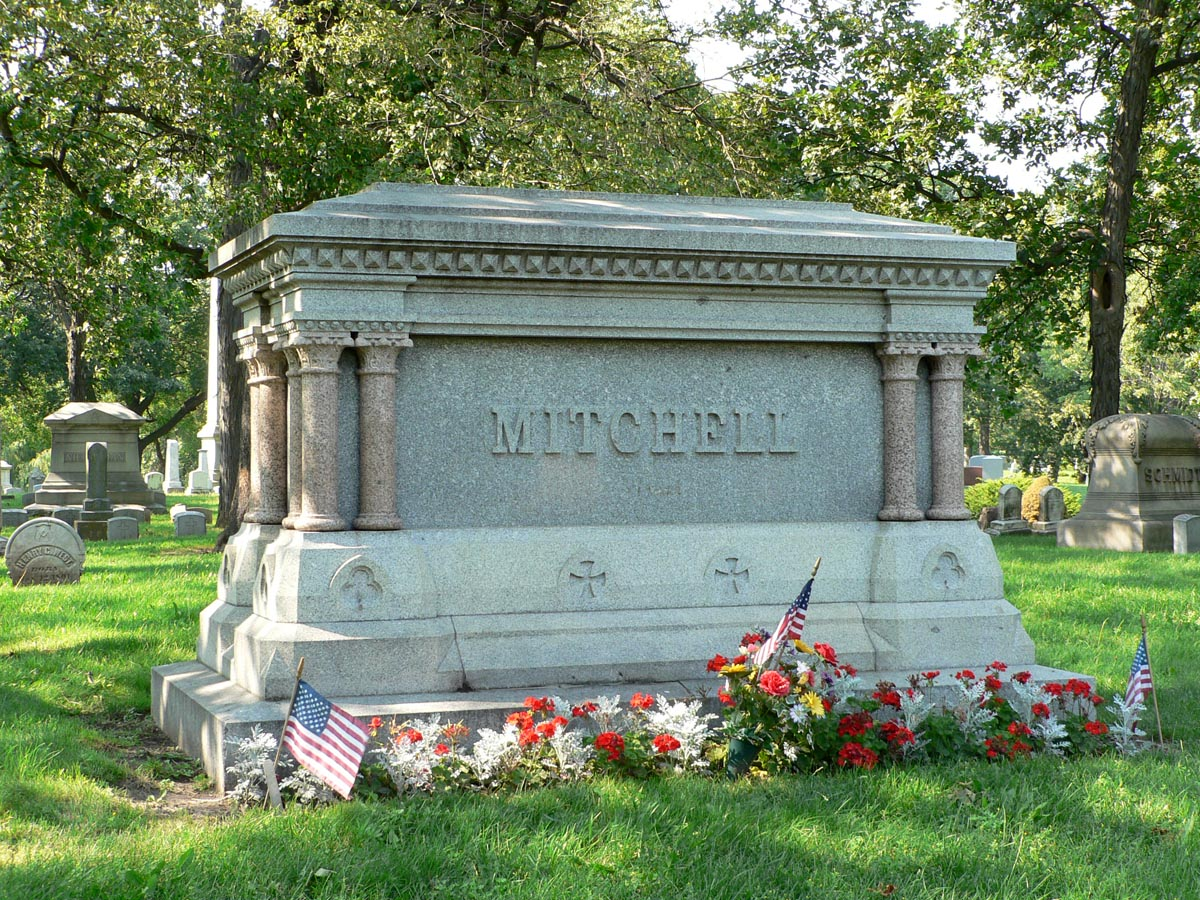
Grabmal der Mitchell-Familie

- Alexander Mitchell (1817–1887), Banker, Politiker und Oberhaupt der Mitchell-Familie
- Billy Mitchell (1879–1936), General der U.S. Army und sogenannter „Vater der U.S. Air Force“
- John L. Mitchell (1842–1904), Senator von Wisconsin und Vater Billy Mitchells
- Frederick Pabst (1836–1904), Brauer und Brauereimagnat der Pabst Brewing Company
- Henry C. Payne (1843–1904), U.S. Postmaster General
- Emanuel L. Philipp (1861–1925), Gouverneur von Wisconsin
- William E. Smith (1824–1883), Gouverneur von Wisconsin und Mitgründer der Supermarktkette Roundy's
- George Wilbur Peck (1840–1916), Zeitungsherausgeber, Milwaukeer Bürgermeister und Gouverneur von Wisconsin
- Ole Peter Petersen (1822–1901), Begründer des Methodismus in Norwegen
- Joseph Schlitz (1831–1875), Brauereimagnat der heutigen Joseph Schlitz Brewing Company
- Christopher Latham Sholes (1819–1890), Erfinder der ersten gebrauchsfähigen Schreibmaschine
- Adonis Terry (1864–1915), Spieler der Major League Baseball
- Don A. J. Upham (1809–1877), United States Attorney und zweimaliger Milwaukeer Bürgermeister
- Henry Vianden (1814–1899), Maler, Lithograph und Kupferstecher
- Alfred Wagenknecht (1881–1956), US-amerikanischer Politiker der CPUSA
- George H. Walker (1811–1866), Politiker und Mitgründer von Milwaukee
- Isaac P. Walker (1815–1872), Senator der Vereinigten Staaten und Bruder von George Walker
- Emil Wallber (1841–1943), Milwaukeer Bürgermeister
- Oscar Werwath (1880–1948), Gründer der Milwaukee School of Engineering
- Carl Zeidler (1908–1942), Milwaukeer Bürgermeister
- Frank P. Zeidler (1912–2006), dreifacher Milwaukeer Bürgermeister und Bruder von Carl Zeidler